# Placa commemorativa del Carbayón
La Placa commemorativa del Carbayón, situada en la vorera, a l'altura del núm. 4 del carrer Uría, a la ciutat d'Oviedo, Principat d'Astúries, Espanya, és una de les més d'un centenar entre estàtues i plaques, que adornen els carrers de l'esmentada ciutat espanyola.
El paisatge urbà d'aquesta ciutat, es veu adornat per obres escultòriques, generalment monuments commemoratius dedicats a personatges d'especial rellevància en un primer moment, i més purament artístiques des de finals del segle xx.
La placa, vol recordar el lloc on estava situat el Carbayón, un roure d'enorme tronc i copa. Aquest arbre simbòlic de la ciutat d'Oviedo, sol respectar-se en les seves ubicacions, però el situat al carrer Uría va haver de ser enderrocat a 1879. L'Ajuntament va decidir a 1949 col·locar la placa.
La placa té la següent inscripció:
| « | Aquí estuvo durante siglos el Carbayón, árbol simbólico de la ciudad, derribado el II de octubre de MDCCCLXXIX. La Corporación municipal acordó el XXIV de marzo de MCMXLIX la colocación de esta placa que perpetúe su memoria. | » |